# Jan Malmsjö
« Jan » Wilhelm Malmsjö, né le 29 mai 1932 à Lund (Scanie), est un acteur et chanteur suédois.

## Biographie
Jan Malmsjö étudie l'art dramatique entre 1950 et 1953 à l'école du théâtre dramatique royal de Stockholm (Kungliga Dramatiska Teatern en suédois, abrégé Dramaten), où il débute en 1951. Sa dernière pièce à ce jour au Dramaten, en 2013, est l'adaptation par Christopher Hampton du roman Les Liaisons dangereuses de Choderlos de Laclos.
Entretemps, citons Œdipe roi de Sophocle (1952, avec Lars Hanson), Le Canard sauvage d'Henrik Ibsen, mis en scène par Ingmar Bergman (1972, avec Max von Sydow, Erland Josephson et Harriet Andersson), La Mouette d'Anton Tchekhov, mise en scène par Gunnel Lindblom (1983, avec Anita Björk), ou encore Les Revenants d'Henrik Ibsen, dernière mise en scène d'Ingmar Bergman au Dramaten (2002, avec Pernilla August).
Également chanteur, il interprète notamment des chansons du répertoire suédois ou étranger (ex. : Léo Ferré) et se produit dans des comédies musicales et opérettes (hors Dramaten), dont Princesse Czardas d'Emmerich Kálmán (1970), A Little Night Music de Stephen Sondheim (1978, avec Zarah Leander), La Cage aux folles de Jerry Herman (1985-1986), La Veuve joyeuse de Franz Lehár (1992), Victor Victoria d'Henry Mancini (2003-2004) et My Fair Lady de Frederick Loewe (1995 puis 2008-2009).
Au cinéma, Jan Malmsjö apparaît à ce jour dans vingt-neuf films suédois sortis de 1953 à 2013, dont Les Amoureux de Mai Zetterling (1964, avec Harriet Andersson et Gunnel Lindblom) et Scènes de la vie conjugale d'Ingmar Bergman (1974, avec Liv Ullmann et Erland Josephson). Mais son rôle sans doute le plus connu est celui de l'évêque Edvard Vergerus dans Fanny et Alexandre, dernier film de Bergman (1982, avec Ewa Fröling et Gunn Wållgren). À noter aussi un petit rôle non crédité dans le film américain Le Rideau déchiré d'Alfred Hitchcock (1966, avec Paul Newman et Julie Andrews).
Pour la télévision (toujours à ce jour), outre des prestations comme lui-même, il collabore à dix-huit séries de 1961 à 2013. S'y ajoutent vingt-huit téléfilms à partir de 1958, dont une représentation au Dramaten de La Sonate des spectres d'August Strindberg (avec Gunnel Lindblom et Erland Josephson), mise en scène par Ingmar Bergman en 2000 et diffusée en 2007.
Depuis 1974, il est marié avec l'actrice Marie Göranzon (née en 1942), qu'il retrouve souvent sur les planches ou à l'écran.

## Théâtre (sélection)

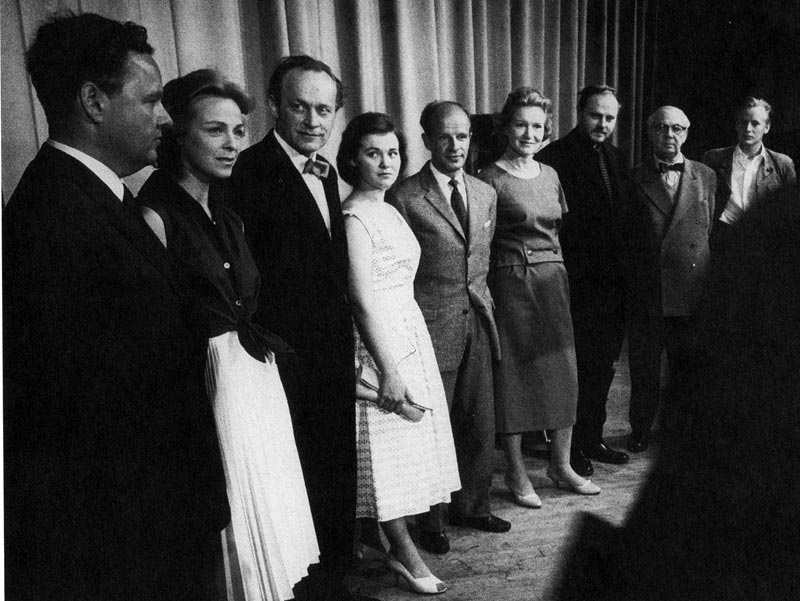
En 1958 (3e à gauche), au sein d'une troupe théâtrale

### Au Dramaten
- 1951 : La Chute des anges (Fallna änglar) de Noël Coward, mise en scène de Mimi Pollak : Le chanteur derrière la scène
- 1951 : Robin des Bois (Robin Hood) d'Owen Davis, costumes de Marik Vos : David de Doncaster / Un pèlerin
- 1951 : Maître Olof (Mäster Olof) d'August Strindberg, mise en scène d'Alf Sjöberg : Le premier noble / Un danois
- 1952 : Œdipe roi (Konung Oidipus) de Sophocle : Un citoyen de Thèbes
- 1952 : La Pierre philosophale (De vises sten) de Pär Lagerkvist, mise en scène d'Alf Sjöberg : Le premier courtisan
- 1952 : Antoine et Cléopâtre (Antonius och Kleopatra) de William Shakespeare, costumes de Marik Vos : Demetrius / Le premier messager
- 1952 : Le Revizor (Revisorn) de Nicolas Gogol, costumes et décors de Marik Vos : Mischka
- 1952 : Pygmalion de George Bernard Shaw, mise en scène d'Alf Sjöberg : Freddy
- 1952 : Ramido Marinesco de Carl Jonas Love Almqvist, costumes et décors de Marik Vos : rôle-titre
- 1953 : Roméo et Juliette (Romeo och Julia) de William Shakespeare, mise en scène d'Alf Sjöberg : Pâris
- 1953 : Herdespel d'Olof von Dalin, costumes de Marik Vos : Celadon
- 1953 : Le Père (Fadren) d'August Strindberg : L'ordonnance
- 1972 : Le Canard sauvage (Vildanden) d'Henrik Ibsen, mise en scène d'Ingmar Bergman, décors de Marik Vos : Molvik
- 1972 : Hölderlin de Peter Weiss : rôle-titre
- 1973 : Capitaine de Köpenick (Kaptenen från Köpenick) de Carl Zuckmayer : Le commissaire
- 1974 : Hamlet de William Shakespeare : rôle-titre
- 1976 : Le Paria (Paria) d'August Strindberg : « Monsieur Y »
- 1977 : Antigone de Sophocle : Un acteur
- 1977 : Les Démons (Onda andar), adaptation du roman homonyme de Fiodor Dostoïevski : Nikolaï Stavrogin
- 1978 : Les Émigrés (Emigranterna) de Sławomir Mrożek, mise en scène de Gunnel Lindblom : Un agitateur
- 1980 : Crimes et Délits (Brott och brott) d'August Strindberg : Maurice
- 1981 : Pâques (Påsk) d'August Strindberg, décors de Marik Vos et Lenke Rothman : Elis
- 1983 : La Mouette (Måsen) d'Anton Tchekhov, mise en scène de Gunnel Lindblom : Trigorine
- 1984 : Un jour d'été (En sommardag) de Sławomir Mrożek, mise en scène de Gunnel Lindblom : « OT »
- 1993 : La Danse de mort (Dödsdansen) d'August Strindberg, mise en scène de Lars Norén : Le capitaine
- 1999 : Markurells i Wadköping de Hjalmar Bergman : Le recteur Blidberg
- 2000 : La Sonate des spectres (Spöksonaten) d'August Strindberg, mise en scène d'Ingmar Bergman, costumes d'Anna Bergman : Le Vieux (+ télédiffusion en 2007 : voir ci-dessous)
- 2001 : L'Habilleur (Påklädaren) de Ronald Harwood : Norman
- 2002 : Les Revenants (Gengångare) d'Henrik Ibsen, mise en scène d'Ingmar Bergman : Le pasteur Manders
- 2006 : John Gabriel Borkman d'Henrik Ibsen : rôle-titre
- 2007 : Buried Child (Hem till gården) de Sam Shepard : Dodge
- 2010 : La Cerisaie (Körsbärsträdgården) d'Anton Tchekhov, mise en scène de Mats Ek : Firs
- 2012 : Fanny et Alexandre (Fanny och Alexander), adaptation du film homonyme (1982) d'Ingmar Bergman : Le commissaire de police / Un acteur / Le régisseur
- 2013 : Les Liaisons dangereuses (Farliga förbindelser), adaptation par Christopher Hampton du roman homonyme de Choderlos de Laclos : Madame de Rosemonde

### Autres lieux
- 1970 : Cabaret, comédie musicale, musique de John Kander, lyrics de Fred Ebb, livret de Joe Masteroff, d'après la pièce I Am a Camera de John Van Druten : Le maître de cérémonie (Malmö Stadsteater (en))
- 1970 : Princesse Czardas (Csardasfurstinnan), opérette, musique d'Emmerich Kálmán, livret de Leo Stein et Béla Jenbach : Boni (Oscarsteatern, Stockholm)
- 1978 : A Little Night Music, comédie musicale, musique et lyrics de Stephen Sondheim, livret de Hugh Wheeler, d'après le film Sourires d'une nuit d'été (1955) d'Ingmar Bergman, mise en scène de Stig Olin : Fredrik Egerman (Folktearn, Stockholm, abrégé Folkan (en))
- 1985-1986 : La Cage aux folles, comédie musicale, musique et lyrics de Jerry Herman, livret d'Harry Fierstein, d'après la pièce homonyme de Jean Poiret : Albin (Malmö Stadsteater)
- 1992 : La Veuve joyeuse (Glada änkan), opérette, musique de Franz Lehár, livret de Victor Léon et Leo Stein, d'après la pièce L'Attaché d'ambassade d'Henri Meilhac : Le comte Danilo (Galateatern, Malmö)
- 1995 : My Fair Lady, comédie musicale, musique de Frederick Loewe, lyrics et livret d'Alan Jay Lerner, d'après la pièce Pygmalion de George Bernard Shaw : Henry Higgins (Nöjesteatern, Malmö)
- 1997 : Un violon sur le toit (Spelman på taket), comédie musicale, musique de Jerry Bock, lyrics de Sheldon Harnick, livret de Joseph Stein : Tevye (Malmö Musikteater)
- 1998 : L'Auberge du Cheval-Blanc (Vita Hästen), opérette, musique de Ralph Benatzky, livret d'Erik Charell, Hans Müller et Robert Gilbert : Leopold (Nöjesteatern, Malmö)
- 1999 : Chicago, comédie musicale, musique de John Kander, lyrics de Fred Ebb, livret de Bob Fosse et Fred Ebb : Billy Flynn (Oscarsteatern, Stockholm)
- 2003-2004 : Victor Victoria, comédie musicale, musique d'Henry Mancini, lyrics de Leslie Bricusse, livret de Blake Edwards, d'après son film homonyme de 1982 : Toddy (Oscarsteatern, Stockholm)
- 2008-2009 : My Fair Lady, comédie musicale pré-citée : Alfred P. Doolittle (Oscarsteatern, Stockholm)

## Filmographie partielle

### Cinéma
- 1962 : Vita frun d'Arne Mattsson : Roger von Schöffer
- 1963 : Kurragömma de Lars-Magnus Lindgren : Peter Flink
- 1964 : Les Amoureux (Alskande par) de Mai Zetterling : Stellan von Pahlen
- 1966 : Le Rideau déchiré (Torn Curtain) d'Alfred Hitchcock : Le photographe suédois
- 1974 : Scènes de la vie conjugale (Scener ur ett äktenskap) d'Ingmar Bergman : Peter
- 1975 : Släpp fångarne loss, det är vår! de Tage Danielsson : « Le professeur »
- 1980 : Fais donc l'amour, on n'en meurt pas ! (Marmeladupproret) d'Erland Josephson : Edvard
- 1982 : Fanny et Alexandre (Fanny och Alexander) d'Ingmar Bergman : L'évêque Edvard Vergerus
- 1987 : Jim och piraterna Blom d'Hans Alfredson : Ove Bengtsson
- 1997 : Jag är din krigare de Stefan Jarl : Le chef de la police

### Télévision
- 1959 : Pojken Winslow, téléfilm de Gustaf Molander : Dickie Winslow
- 1978 : Rätt ut i luften, téléfilm d'Erland Josephson : rôle non spécifié
- 2007 : La Sonate des spectres (Spöksonaten), téléfilm d'Ingmar Bergman : Gubben